# Ernest Marples
Alfred Ernest Marples, baron Marples (ur. 9 grudnia 1907 w Manchesterze, zm. 6 lipca 1978 w Monako) – brytyjski polityk, członek Partii Konserwatywnej, minister w rządach Harolda Macmillana i Aleca Douglasa-Home’a.
Wykształcenie odebrał w Victoria Park Council School. Dzięki uzyskanemu tam stypendium kontynuował edukację w Stretford Grammar School. Pracował jako górnik, listonosz i księgowy. W 1939 r. wstąpił do London Scottish Regiment w stopniu szeregowca. W 1941 r. został przeniesiony do Royal Artillery w stopniu podporucznika. W tym samym roku został awansowany do stopnia kapitana. W 1945 r. został wybrany do Izby Gmin jako reprezentant okręgu Wallasey.
Po powrocie konserwatystów do władzy został w 1951 r. parlamentarnym sekretarzem w ministerstwie budownictwa i samorządu lokalnego. W 1954 r. został przeniesiony do ministerstwa pracy i służby narodowej. Kiedy w 1955 r. premierem został Anthony Eden, Marples powrócił do tylnych ław parlamentu. Do rządu powrócił w 1957 r. jako poczmistrz generalny. W latach 1959–1964 był ministrem transportu.
W Izbie Gmin zasiadał do lutego 1974 r. W maju został kreowany parem dożywotnim jako baron Marples i zasiadł w Izbie Lordów. Na początku 1975 r. niespodziewanie wyjechał do Monako, aby uniknąć oskarżeń o oszustwa podatkowe. Zmarł tam w 1978 r.